# Bredsjö–Degerfors Järnväg
Bredsjö–Degerfors Järnväg (BDJ) var en järnväg i Bergslagen med den ovanliga spårvidden 802 millimeter. Banan var 97 kilometer lång. Ägare var Nora–Karlskoga järnvägsaktiebolag.
BDJ bildades 1893 genom sammanslagning av tre järnvägar till ett bolag. Dessa var Vikern–Möckelns Järnväg, Striberg–Grängens Järnväg och Bredsjö–Grängens Järnväg. Vid sammanslagningen bildades en 97 kilometer lång järnväg med namnet Bredsjö–Degerfors Järnväg (BDJ).
År 1903 beslutades att bandelen Striberg–Bredsjö skulle byggas om till att vara normalspårig, 1 435 millimeter. Resten av banan lades ner, utom delen mellan Vikersvik och Dalkarlsberg, som fortsatte att vara smalspårig. Denna bana kallades Dalkarlsbergs Järnväg.
Två år senare beslutades att alla de normalspåriga järnvägarna i området skulle sammanföras till en järnväg, benämnd Nora Bergslags Järnväg. År 1907 invigdes normalpåret på sträckan Striberg–Bredsjö.